# Standing but not operating

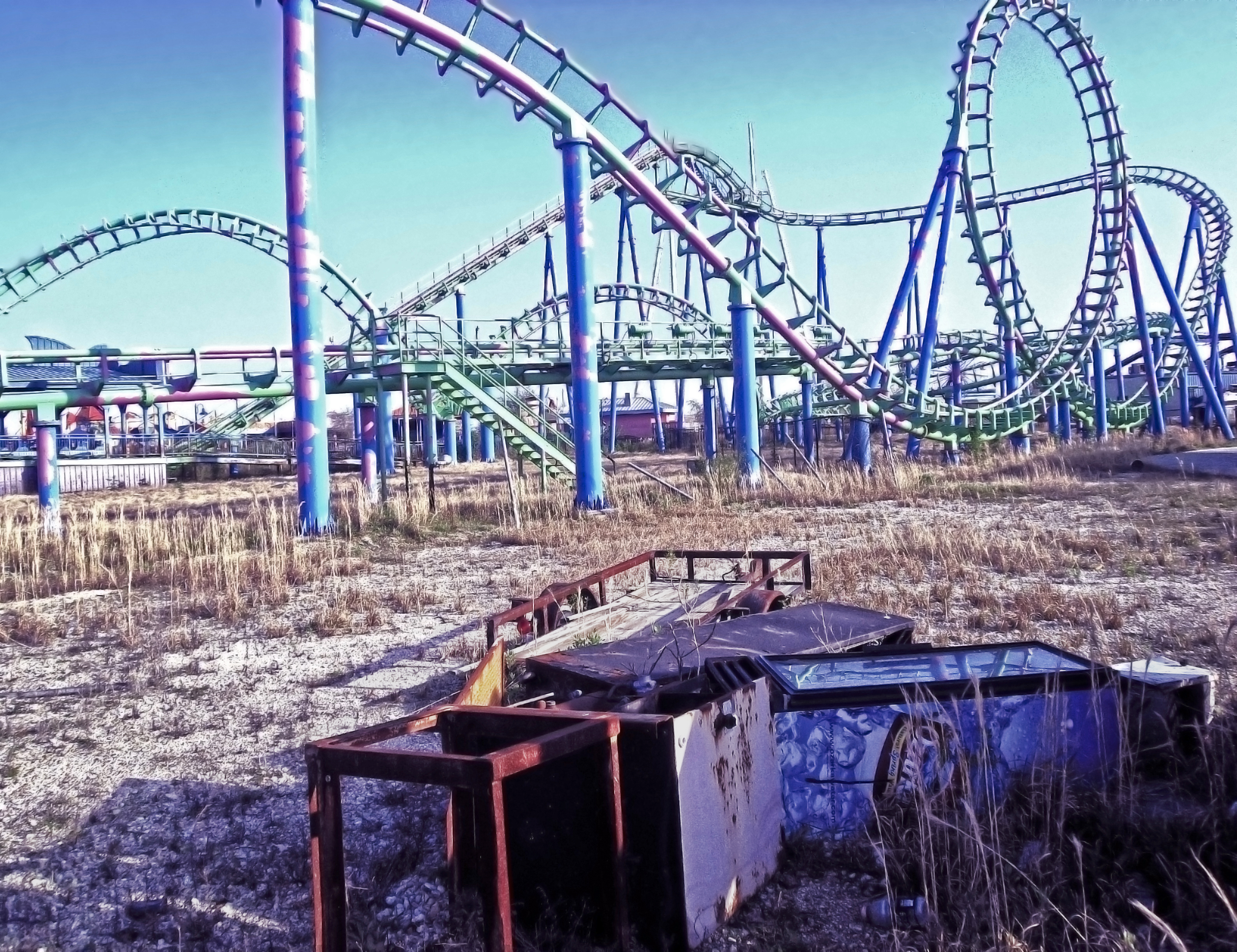
De achtbaan The Jester in Six Flags New Orleans. Zowel het park als de achtbaan zijn SBNO.

Standing but not operating (vaak afgekort tot SBNO) betekent letterlijk 'aanwezig, maar niet in gebruik'. Het is een Engelstalige term die aangeeft dat attractieparken en pretparkattracties nog bestaan en aanwezig zijn, maar niet meer gebruikt worden. Reden daarvoor kan zijn dat er sprake is van schade, noodzakelijk onderhoud, onderzoek na incidenten, buitengebruikstelling en dergelijke meer.

## Voorbeelden
- de stalen indoorachtbaan skytrain in een negen verdiepingen tellend winkelcentrum in Hongkong is sinds midden jaren 2000 niet meer operatief, maar anno 2023 is de baan nog steeds niet verwijderd.
- De stalen achtbaan Flashback stond enkele jaren als SBNO in Six Flags Magic Mountain. De attractie werd daar gesloten in 2003, maar werd pas gesloopt en uit het park verwijderd in 2008.
- Loudoun Castle, een Schots attractiepark dat sloot in 2010, als gevolg van de Kredietcrisis en indirect een dodelijk ongeval in 2007. Zeker tot 2018 was dit SBNO. In het verlaten park stonden zeker tot 2018 nog een deel van de in 2010 aanwezige 11 thrillrides, waaronder 3 achtbanen.[1] In 2021 stond er echter niets meer van het park.[2]
- Het Amerikaanse Six Flags New Orleans heeft sinds 2005, toen Orkaan Katrina het park zwaar beschadigde, de status van SBNO. Anno 2023 staan er nog vier van de zes achtbanen in het pretpark die voor de sluiting van het park aanwezig waren. Deze achtbanen zijn net als alle andere attracties niet meer in gebruik. Het park blijft gesloten en het is onduidelijk of het in de toekomst nog open zal gaan.
- Kentucky Kingdom had van 1987 tot 1990 (te veel schuldeisers) en 2009 tot 2014 de SBNO-status nadat Six Flags het sloot vanwege faillissement. Sinds 24 mei 2014 is het pretpark weer geopend.